# Проктор, Боб
Ро́берт (Боб) Про́ктор (англ. Robert (Bob) Proctor; род. 16 июля 1949) — австралийский хоккеист (хоккей на траве), вратарь. Серебряный призёр летних Олимпийских игр 1976 года.

## Биография
Боб Проктор родился 16 июля 1949 года.
Играл в хоккей на траве за «Сент-Джордж Дистрикт» из сиднейского пригорода Кайема.
В 1976 году вошёл в состав сборной Австралии по хоккею на траве на Олимпийских играх в Монреале и завоевал серебряную медаль. Играл на позиции вратаря, провёл 7 матчей, пропустил 9 мячей (три от сборной Аргентины, по два — от Нидерландов и Индии, по одному — от Пакистана и Новой Зеландии).

## Увековечение
В 2011 году введён в хоккейный Зал славы Нового Южного Уэльса.